# Řád Republiky Makedonie
Řád republiky Makedonie (makedonsky Орден на Република Македонија) je nejvyšší státní vyznamenání Severní Makedonie. Založen byl v roce 2002.

## Historie a pravidla udílení
Řád byl založen dne 27. června 2002 jako nejvyšší státní vyznamenání. Udílen je významným osobnostem a organizacím za jejich výjimečný přínos k suverenitě a nezávislosti Severní Makedonie, za přínos k rozvoji a posílení spolupráce a přátelských vztahů s ostatními zeměmi, jakož i za jejich přínos ve všech oblastech veřejného života. Autorem vzhledu řádu je Sašo Bajraktarov.

## Insignie
Řádový odznak kulatého tvaru má průměr 57 mm. Uprostřed v prolamovaném ornamentu umístěn rubín. Průměr rubínu je 9 mm. Podél okraje je odznak vykládán 54 diamanty o průměru 1,55 mm. K řádovému řetězu je odznak připojen pomocí přechodového prvku ve tvaru stylizovaného ptáka.
Řádový odznak se skládá ze dvou typů článků, které jsou spojeny kroužky. Délka řetězu je 80 cm.
Řádová hvězda se skládá ze třiceti paprsků připomínajících slunce. Osázena je rubíny o průměru 2,7 mm umístěných na koncích jednotlivých paprsků. Uprostřed hvězdy je řádový odznak.
Stuha z hedvábného moaré je červená se dvěma žlutými pruhy při obou okrajích.